# بیدسترریختان
بیدسترریختان یا بیدسترسانیان (نام علمی: Castorimorpha) نام یک زیرراسته از راسته جوندگان است.